# Kanton La Motte-du-Caire
Kanton La Motte-du-Caire (fr. Canton de La Motte-du-Caire) je francouzský kanton v departementu Alpes-de-Haute-Provence v regionu Provence-Alpes-Côte d'Azur. Tvoří ho 13 obcí.

## Obce kantonu
- Le Caire
- Châteaufort
- Clamensane
- Claret
- Curbans
- Melve
- La Motte-du-Caire
- Nibles
- Sigoyer
- Thèze
- Valavoire
- Valernes
- Vaumeilh